# Le Versoud
Le Versoud este o comună în departamentul Isère din sud-estul Franței. În 2009 avea o populație de 1.069 de locuitori.

## Evoluția populației
| An        | 1975 | 1982 | 1990 | 1999 | 2006  | 2009  |
| --------- | ---- | ---- | ---- | ---- | ----- | ----- |
| Populație | 371  | 557  | 762  | 942  | 1.007 | 1.069 |